# Turchi in Italia
I Turchi in Italia o turchi italiani (in lingua turca: İtalya Türkleri) sono cittadini italiani di origine o cultura turca o cittadini turchi immigrati in Italia. Il termine può far riferimento anche ai discendenti di altri gruppi che vivevano all'interno delle frontiere dell'Impero ottomano o della Repubblica di Turchia (ad esempio curdi o armeni) o a gruppi di cultura turca provenienti da altri paesi (es. turchi di Bulgaria). Alcune stime parlano di circa 567.000 turchi presenti in tutto il Paese, maggiormente concentrati in Lombardia.

## Storia

### Migrazioni ottomane

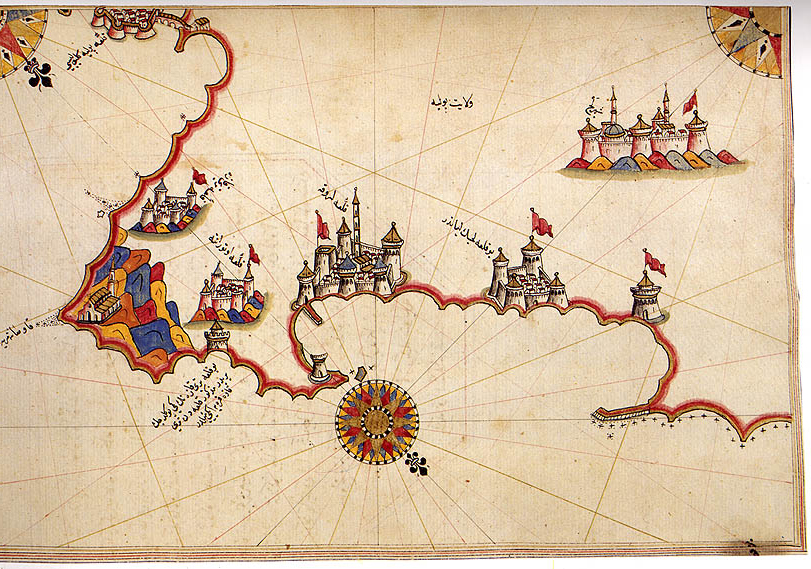
Mappa di Otranto di Piri Reìs.

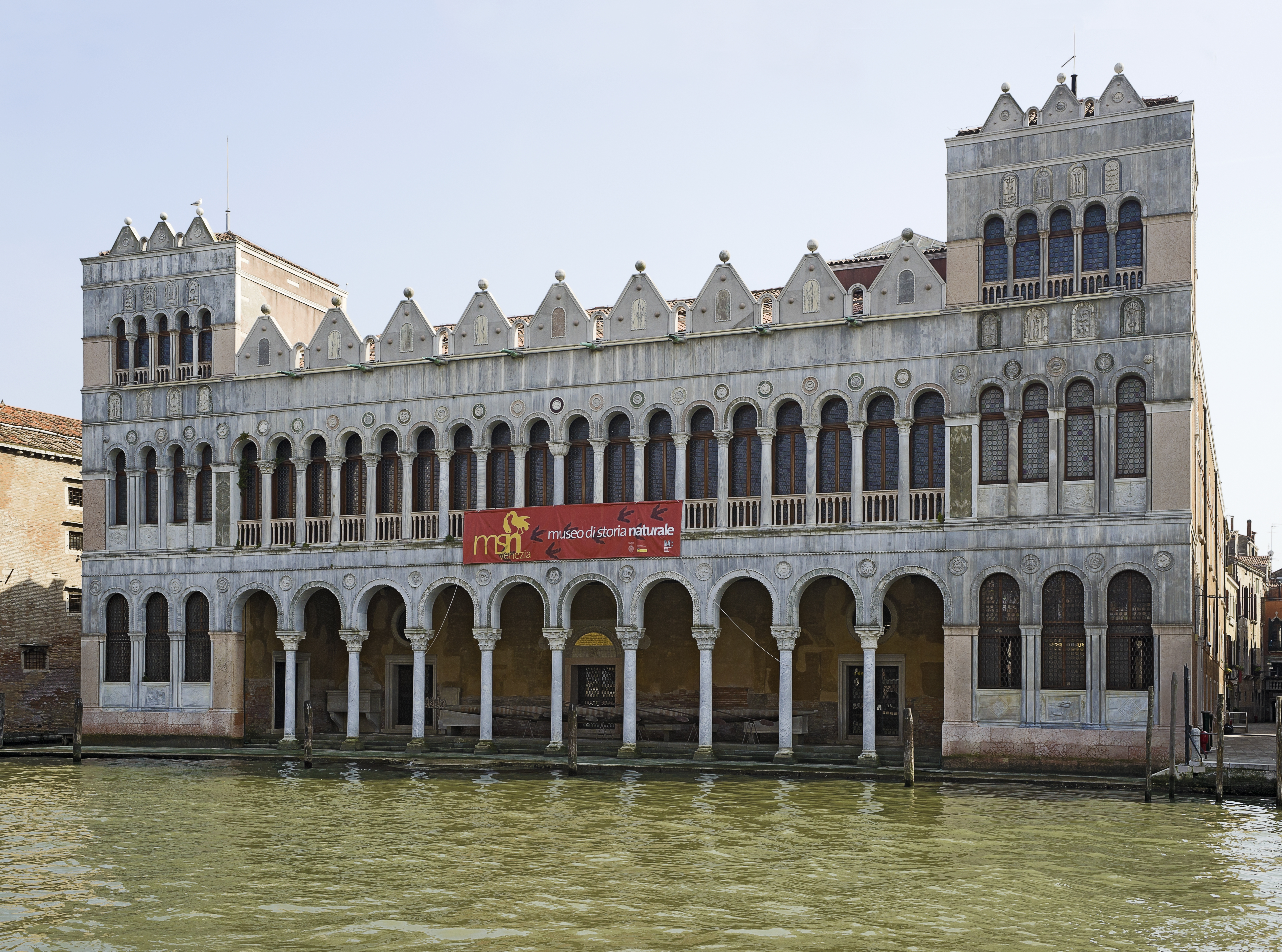
Fondaco dei Turchi a Venezia

Nel XV secolo l'impero ottomano si stava espandendo nell'Europa sudorientale, conquistando Costantinopoli nel 1453. Le truppe turche invadono la regione del Friuli nell'Italia nordorientale nel 1479 e ancora nel 1499-1503. La città pugliese di Otranto fu occupata nel 1480, ma i turchi vi furono espulsi nel 1481 allo scoppio della lotta per la successione a Mehmet II. Cem Sultan, pretendente al trono ottomano, fu sconfitto nonostante fosse sostenuto dal papa e fuggì con la sua famiglia nel Regno di Napoli, dove ai suoi discendenti maschi fu conferita dal papa il titolo di Principe de Sayd nel 1492. I De Sayd vissero a Napoli fino al XVII secolo e in Sicilia fino al 1668 prima di trasferirsi a Malta.
Dall'inizio del XVII secolo fino al 1838, il Fondaco dei Turchi è stato un edificio-ghetto per la popolazione turca ottomana di Venezia. Il fondaco poi è servito come una combinazione di casa, magazzino e mercato per i commercianti turchi. Quando la Repubblica veneta fu conquistata e abolita da Napoleone Bonaparte nel 1797, i commercianti turchi continuavano a vivere nel palazzo fino al 1838.

#### Turchi di Moena
Nel 2011 il turcologo italiano Ermanno Visintainer ha pubblicato uno studio sui Turchi di Moena intitolato "La Presenza Turca Dimenticata In Italia: I Turchi Di Moena". Visintainer sostiene che i discendenti dei turchi ottomani stabilitisi nella regione durante il XVII secolo sono stati "dimenticati" in Italia. Tuttavia, Moena è spesso chiamato "Rione della Turchia", sulla base della leggenda di un soldato ottomano arrivato in paese durante la battaglia di Vienna nel 1683. Conosciuto come Hasan Il Turco, è stato dichiarato un eroe dai locali per essersi ribellato alle ingiuste imposizioni del Ducato degli asburgo. Hassan avrebbe sposato una donna locale e avuto diversi figli. la sua memoria fu mantenuta viva dai suoi figli e dai nipoti e gli abitanti del paese avrebbero subito un certo grado di turchizzazione. Oggi gli abitanti di Moena continuano a festeggiare la storia ottomano-turca della città ogni estate con una sfilata vestendo tradizionalmente i vestiti turchi ottomani e esponendo le bandiere turche in tutta la città.

## Demografia
Secondo l'Istituto Nazionale di Statistica c'erano 20.999 cittadini turchi in Italia nel 2021. Nel 2009 Yasemin Çakırer stimava un totale di 30-40.000 persone di origine turca in Italia. Il 36% dei turchi italiani vive nella regione Lombardia, mentre il 15% vive in Emilia-Romagna e il 14% in Piemonte. I sei comuni inoltre con il maggior numero di turchi residenti in Italia sono: Milano (2 185), Imperia (1 124), Torino (1 053), Roma (892), Modena (704) e Como (656).
| Anno                                              | Uomini | Donne | Totale |
| ------------------------------------------------- | ------ | ----- | ------ |
| 2002                                              | 4,171  | 3,012 | 7,183  |
| 2003                                              | 5,553  | 3,577 | 9,130  |
| 2004                                              | 6,826  | 4,251 | 11,077 |
| 2005                                              | 7,471  | 4,888 | 12,359 |
| 2006                                              | 8,040  | 5,492 | 13,532 |
| 2007                                              | 8,631  | 5,931 | 14,562 |
| 2008                                              | 9,549  | 6,676 | 16,225 |
| 2009                                              | 10,367 | 7,284 | 17,651 |
| 2021                                              | 11,836 | 9,136 | 20,999 |
| (Fonte: Istituto Nazionale di Statistica (ISTAT)) |        |       |        |